# Donald Kalish

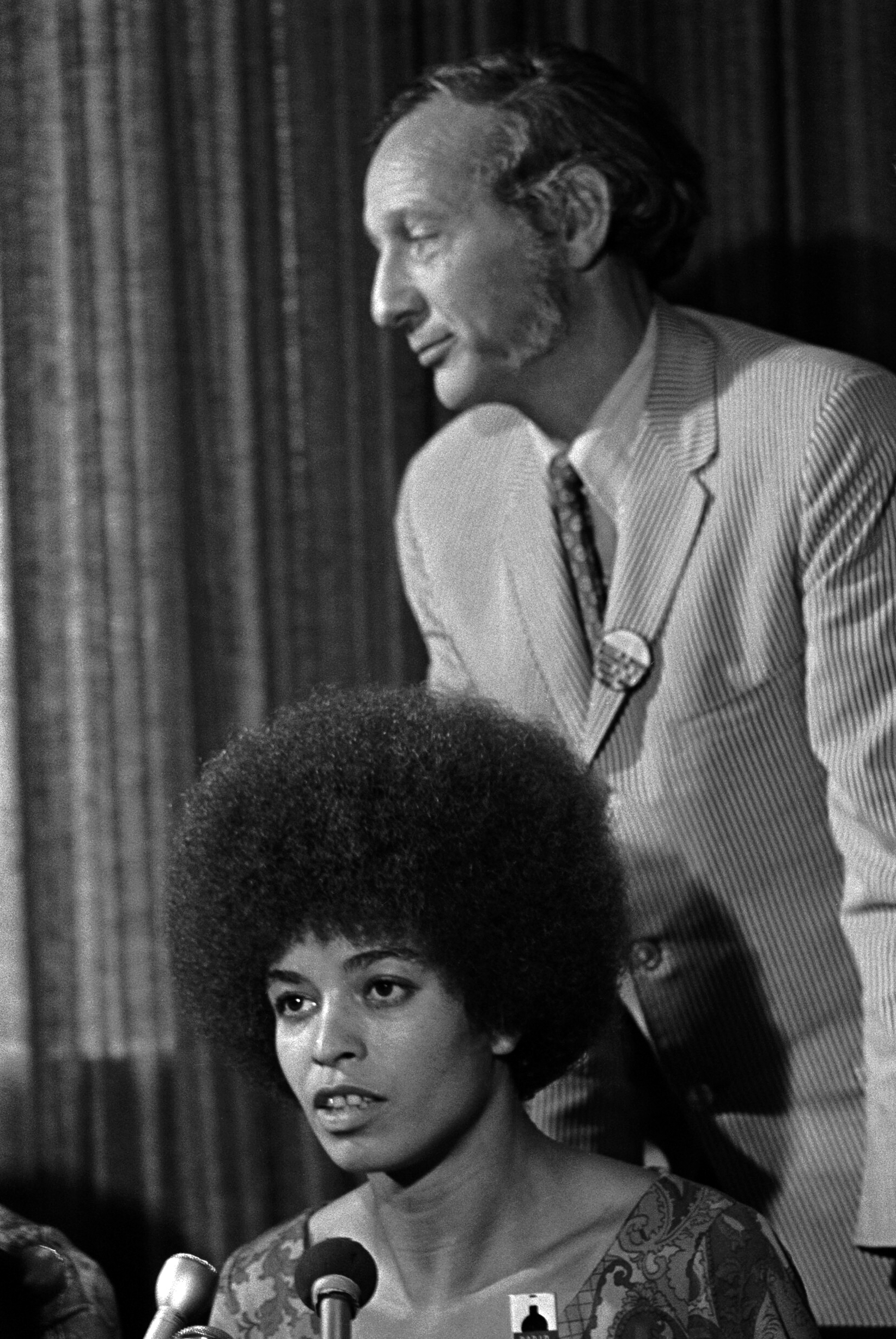
Donald Kalish mit Angela Davis (1969)

Donald Kalish (* 4. Dezember 1919 in Chicago; † 8. Juni 2000 in Los Angeles) war ein US-amerikanischer Logiker und Antikriegsaktivist.

## Leben
Kalish erwarb seine Bachelor- und Mastertitel in Psychologie an der University of California, Berkeley und lehrte später am Swarthmore College sowie ab 1949 an der University of California, Los Angeles (UCLA). Er war dort Philosophie-Professor und stand 1964 bis 1970 der Fakultät für Philosophie der UCLA vor. 1997 emeritierte er.
Kalish war ein Gegner des Vietnamkriegs und der US-Interventionen in Nicaragua und Grenada. In seiner Rolle als Vorsitzender der Fakultät für Philosophie der UCLA stellte er die marxistische Aktivistin Angela Davis ein, engagierte sich in verschiedenen universitären und kalifornischen Antikriegsorganisationen und organisierte Protestveranstaltungen. Beispielsweise war er Mitorganisator der Protestveranstaltung mit mehr als 10.000 Teilnehmern vor dem Century Plaza Hotel in Los Angeles am 23. Juni 1967 anlässlich der Anwesenheit von Präsident Lyndon B. Johnson. Er war damals Vizepräsident des Peace Action Council in Los Angeles. Diese Aktivitäten wurden später von Norman Mailer in The Armies of the Night (1968) literarisch aufgearbeitet. Seit 2001 vergibt die Fakultät für Philosophie der UCLA jährlich den Donald Kalish Prize for intellectual excellence an BA-Studenten.

## Werk
Kalish befasste sich primär mit Logik, Mengenlehre und der Geschichte beider Gebiete. Zusammen mit Richard Montague entwickelte er eine einflussreiche neue Methode natürlicher Schlussverfahren im Bereich formal-logischer Beweise.

## Schriften
- mit Richard Montague: Logic. Techniques of Formal Reasoning. Harcourt, Brace & World, New York NY u. a. 1964.
- mit Richard Montague, Gary Mar: Logic. Techniques of Formal Reasoning. 2nd edition. Harcourt Brace Jovanovich, New York NY u. a. 1980, ISBN 0-15-551181-5.